# La Tournette
La Tournette é uma montanha do Maciço des Bornes, na Alta Saboia, França. Tem 2351 m de altitude.

## Imagens

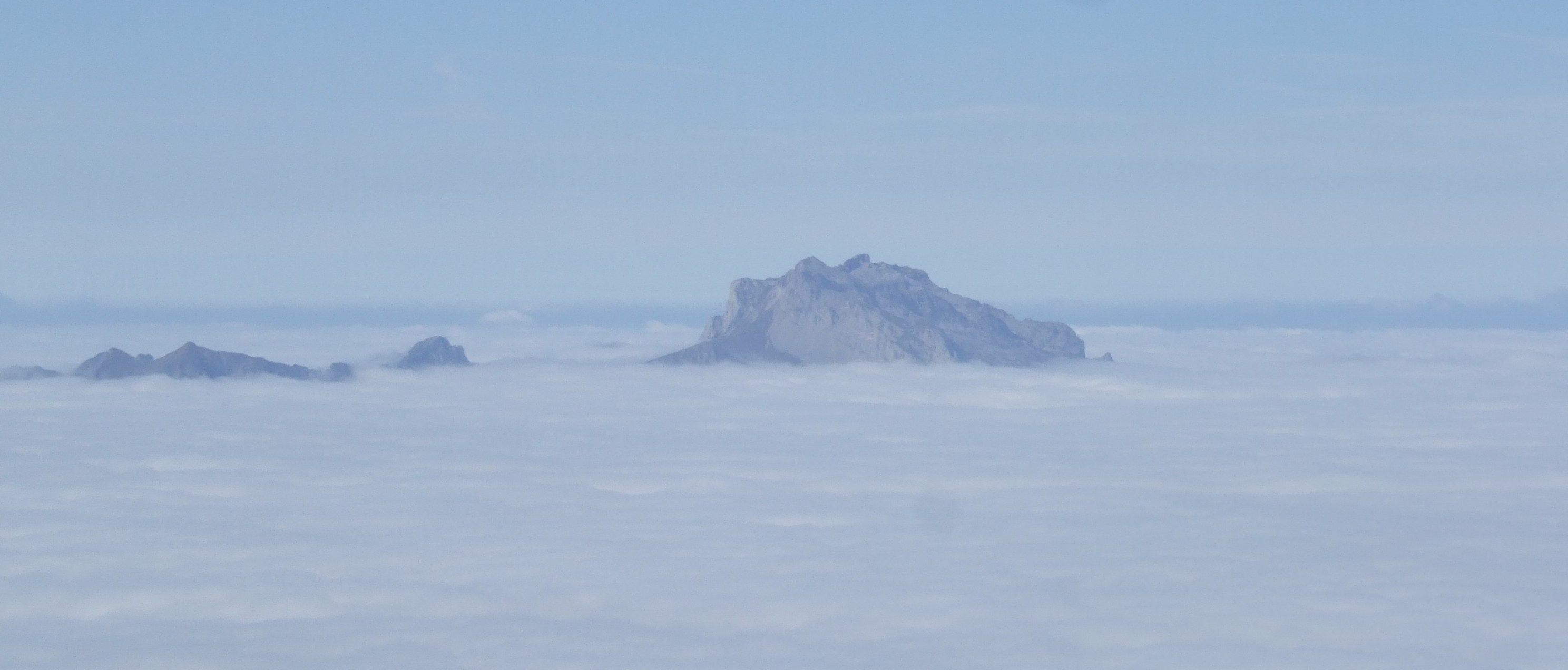
Vertente oriental, sobre um mar de nuvens
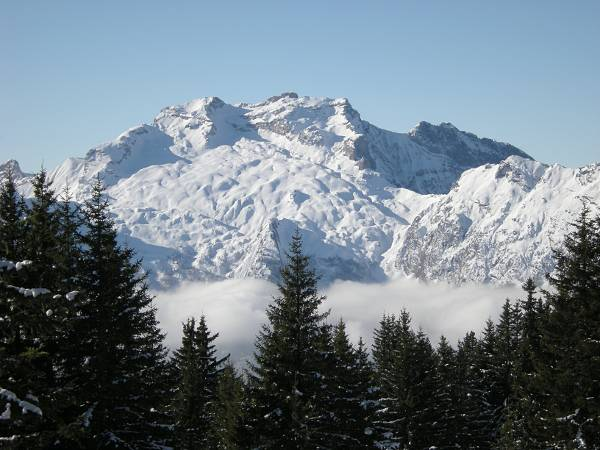
Vertente oriental no inverno